# Joaquim Antônio da Silva Calado
Joaquim Antônio da Silva Calado   (Rio de Janeiro, 11 de juliol de 1848 - Rio de Janeiro, 20 de març de 1880) Va ser un compositor i flautista brasiler.
Da Silva és considerat un dels creadors del gènere musical de choro. La seva banda, O Choro do Callado, utilitzava una flauta de banús, dos viols i un cavaquinho, i es va destacar per la seva facilitat en la improvisació. Da Silva va escriure i coautor de molts cors, com una nova manera d'interpretar modinhas, lundus, valsos i polkas.
La seva obra fou una inspiració per a la seva amiga i alumna, Viriato Figueira, i per la seva amiga i membre de la banda, la compositora femenina Chiquinha Gonzaga.